# Lekkoatletyka na Letnich Igrzyskach Paraolimpijskich 2012 – 400 metrów T12 mężczyzn
W biegu na 400 metrów kl. T12 mężczyzn podczas Letnich Igrzysk Paraolimpijskich 2012 rywalizowało ze sobą 15 zawodników. W konkursie udział wzięli sportowcy niedowidzący o średnim stopniu upośledzenia wzroku.

## Wyniki

### Eliminacje
Bieg 1
| Poz. | Zawodnik           | Narodowość        | Rezultat | Uwagi |
| ---- | ------------------ | ----------------- | -------- | ----- |
| 1    | Hilton Langenhoven | Południowa Afryka | 49,86    | Q     |
| 2    | Thierb Siqueira    | Brazylia          | 50,80    | q     |
| 3    | Rodolfo Alves      | Portugalia        | 54,00    |       |

Bieg 2
| Poz. | Zawodnik                  | Narodowość  | Rezultat | Uwagi |
| ---- | ------------------------- | ----------- | -------- | ----- |
| 1    | Jorge B. Gonzalez Sauceda | Meksyk      | 50,83    | Q     |
| 2    | Rza Osmanow               | Azerbejdżan | 51,46    | q     |
| 3    | Martin Amutenya Aloisius  | Namibia     | 57,73    |       |
|      | Semih Deniz               | Turcja      | DQ       |       |

Bieg 3
| Poz. | Zawodnik            | Narodowość | Rezultat | Uwagi |
| ---- | ------------------- | ---------- | -------- | ----- |
| 1    | Mahmoud Khaldi      | Tunezja    | 50,58    | Q     |
| 2    | Hyacinthe Deleplace | Francja    | 51,09    | q     |
| 3    | Matthias Schroeder  | Niemcy     | 52,04    |       |
| 4    | Henry Nzungi Mwendo | Kenia      | 52,67    |       |

Bieg 4
| Poz. | Zawodnik                     | Narodowość | Rezultat | Uwagi |
| ---- | ---------------------------- | ---------- | -------- | ----- |
| 1    | Suun Qichao                  | Chiny      | 50,91    | Q     |
| 2    | Gerard Desgarrega Puigdevall | Hiszpania  | 50,91    | q     |
| 3    | Mehmet Nesim Oner            | Turcja     | 52,53    |       |
| 4    | Suphachai Songphinit         | Tajlandia  | 53,03    |       |

### Półfinały
Bieg 1
| Poz. | Zawodnik           | Narodowość        | Rezultat | Uwagi |
| ---- | ------------------ | ----------------- | -------- | ----- |
| 1    | Hilton Langenhoven | Południowa Afryka | 49,42    | Q     |
| 2    | Sun Qichao         | Chiny             | 50,96    |       |
| 3    | Rza Osmanow        | Azerbejdżan       | 51,34    |       |
|      | Thierb Siqueira    | Brazylia          | DQ       |       |

Bieg 2
| Poz. | Zawodnik                     | Narodowość | Rezultat | Uwagi |
| ---- | ---------------------------- | ---------- | -------- | ----- |
| 1    | Mahmoud Khaldi               | Tunezja    | 49,02    | Q     |
| 2    | Jorge B. Gonzalez Sauceda    | Meksyk     | 50,43    | q     |
| 3    | Gerard Desgarrega Puigdevall | Hiszpania  | 50,43    | q     |
| 4    | Hyacinthe Deleplace          | Francja    | 51,40    |       |

### Finał
| Poz. | Zawodnik                        | Narodowość        | Rezultat | Uwagi |
| ---- | ------------------------------- | ----------------- | -------- | ----- |
| 1    | Mahmoud Khaldi                  | Tunezja           | 48,52    | WR    |
| 2    | Hilton Langenhoven              | Południowa Afryka | 49,04    |       |
| 3    | Jorge Benjamin Gonzalez Sauceda | Meksyk            | 50,41    |       |
| 4    | Gerard Desgarrega Puigdevall    | Hiszpania         | 50,68    |       |